# Belagerung von Amiens
Die Belagerung von Amiens (auch die „angenehme Belagerung“ genannt) fand 1597 im Zuge des Achten Religionskriegs statt. Kontrahenten waren das französische Heer als Angreifer und spanische Truppen als Verteidiger.

## Ausgangslage
Heinrich IV. versuchte, die Grenze Frankreichs gegen Übergriffe der Spanier aus dem Norden zu schützen. Bereits drei Jahre zuvor hatte Laon, kommandiert vom Grafen Mansfeld, vor ihm kapitulieren müssen. Jedoch hatten die in Frankreich verbliebenen spanischen Truppen unter dem Kommando von Hernandes Teillo Porto Carrero im März 1597 die befestigte Stadt Amiens eingenommen.

## Handstreich der Spanier am 11. März
In der Nacht vom 10. auf den 11. März 1597 erschien Hernandes Teillo Porto Carrero an der Spitze von 7.000 Infanteristen und 700 Reitern im Umfeld vor der Hauptstadt der Picardie. Auf allen Fußwegen rund um die Stadt postierte er Detachements von Soldaten, um diese Wege zu blockieren. Anschließend mussten sich 500 Infanteristen in den Häusern, Dickichten und Scheunen vor der Stadt verstecken.
Weitere 30 Mann wurden als Bauern und Bäuerinnen verkleidet, so dass man annehmen musste, sie würden sich mit ihren Körben zum Markt begeben. (Sie trugen Waffen unter der Kleidung.) Mit drei Wagen passierten sie eines der Stadttore und warfen dort einen der mit Nüssen gefüllten Wagen um, um so eine Barrikade zu bilden und Verwirrung zu verursachen. Sofort eilte eine große Anzahl der Bürger herbei, auf die dummen Bauern schimpfend und sich gleichzeitig der Nüsse bemächtigend. Daraufhin ließen die Spanier die Verkleidung fallen, töteten einige der Bürger und die Torposten und öffneten das Fallgitter, um die versteckten 500 Mann sowie vier Kompanien Kavallerie einzulassen. In weniger als einer halben Stunde hatten sich die Angreifer der Stadt bemächtigt.
Heinrich IV. war konsterniert über den Verlust der Stadt und beschloss auf den Rat von François de Bonne de Lesdiguières  hin, unverzüglich die Rückgewinnung einzuleiten. Mit dieser Aufgabe wurde der Maréchal de Gontaut-Biron betraut.

## Vorbereitung zur Belagerung
Der Maréchal de Biron zog im Artois zunächst 4.000 Infanteristen und 700 Reiter zusammen, um die Versorgungslinien der Spanier z. B. nach Doullens abzuschneiden. Er ließ einen lockeren Einschließungsring um die Stadt ziehen, wobei sich die Spanier, trotz ihrer zahlenmäßigen Überlegenheit nicht zu Gegenmaßnahmen entschließen konnten.
Hernandes Teillo Porto Carrero, der von der Aktion der Franzosen völlig überrascht wurde, hatte nicht genügend Vorräte, um einer Einschließung lange standzuhalten. Er ließ daher alle Nichtkombattanten – also alle unnützen Esser – ausziehen und die Vorstädte verbrennen.
Inzwischen stellten sich die Franzosen auf eine lange Belagerung ein. Sie errichteten ein großes Lager mit allem, was eine richtige Stadt vorzuweisen hat, es gab sogar zwei Hospitäler. Das alles führte dazu, dass die Belagerung von Amiens auch die „angenehme Belagerung“ genannt wurde. Für die gefährlichen Arbeiten des Anlegens der Annäherungsgräben musste man Soldaten einsetzen, da die Bauern, die man dafür zwangsausgehoben hatte, davongelaufen waren. Der König zahlte dann den Soldaten eine Prämie.

## Eingesetzte Einheiten
Von den Regimentern, die an der Belagerung teilgenommen haben, sind lediglich das Régiment du Bourg de Lespinasse, das Régiment de Flessan, das Régiment de Picardie und das Regiment de Navarre bekannt.

## Belagerung
Anfang April traf der König mit seinem Hofstaat ein und befahl, mit der Artillerie den Angriff auf die Festung zu beginnen. Am 22. Mai 1597 machte Porto Carrero mit 500 Reitern einen Ausfall, sein Ziel war das Hauptquartier von Général de Biron. Dabei konnten sie sich eines Erdwerkes bemächtigen, das die Franzosen als Schutz für das Hauptquartier gebaut hatten. Nach zweistündigem Kampf wurden die Spanier wieder hinausgeworfen und von den Franzosen verfolgt, die dabei beinahe in die Stadt eindringen konnten. Die Situation konnte durch 400 herbeigeeilte Infanteristen der Festungsbesatzung bereinigt werden, die die Franzosen zurückdrängten und das Festungstor wieder schlossen.
Im Juni unternahmen die Spanier einen neuen Ausfall und drangen dabei an drei Stellen in die Gräben ein. Der unverzüglich einsetzende Gegenangriff der Franzosen warf sie wieder hinaus und führt zu einer Verfolgung bis auf das Glacis.
Am 18. Juli 1597 griffen die Spanier erneut mit zwei Gruppen zu je 300 Mann an. Die erste Gruppe attackierte die Gräben des Régiment de Picardie, und die zweite Gruppe die des Régiment de Flessan. Die Spanier eroberten die Gräben, töteten die Maitres de camp Flessan und Jean de Mercastel, sieur de Fouquerolles, und gingen gegen die Artilleriestellungen vor. Die von den Maréchal Biron und Charles de Guise geschickten Verstärkungen versuchten die Spanier zurückzudrängen. Die Kämpfe waren heftig, da die Spanier sich zunächst in den eroberten Positionen behaupten konnten. Letztendlich gelang es den Franzosen jedoch, sie wieder zum Rückzug in die Stadt zu zwingen.
Am 4. September starteten die Franzosen einen neuen Angriff gegen die Wälle, der nach langem Kampf abgewehrt wurde. Dabei wurde der spanische Kommandant, Hernandes Teillo Porto Carrero, durch die Kugel aus einer Arkebuse getötet. Sein Nachfolger wurde Girolamo Caraffa, Marchese de Montenero. Dieser beschloss dann, sich in der Stadt zu verschanzen und auf die von Erzherzog Albrecht von Österreich, dem Statthalter der Spanischen Niederlande, geschickte Entsatzarmee zu warten. Sie bestand aus 25.000 Mann und stand unter dem Kommando des achtzigjährigen Feldmarschalls Graf Peter Ernst I. von Mansfeld, der am 20. September vor der Stadt erschien.
Charles de Mayenne überzeugte den Maréchal de Biron, dass es besser sei, hinter den eigenen Verschanzungen abzuwarten, anstatt Mansfeld eine Schlacht zu liefern. Es kam dann zu der kuriosen Situation, dass die Franzosen die Stadt belagerten, aber ihrerseits im befestigten Feldlager von der Entsatzarmee belagert wurden. Die Entsatzarmee griff zwar das Lager an, wurde aber unter hohen Verlusten von der massiven französischen Artillerie abgewiesen. Die Franzosen verstärkten ihre Verschanzungen, so dass die Spanier am nächsten Tag keinen weiteren Angriff wagten und der Erzherzog den Abzug befahl.

## Ende der Belagerung
Nach dem Abzug der Entsatzarmee forderte König Heinrich IV. den Gouverneur der Festung zur Kapitulation auf. Nach sechs Monaten der Belagerung streckten die Spanier am 25. September 1597 die Waffen.
Die Verluste der Franzosen betrugen nur etwa 600 Mann, was für eine militärische Aktion dieses Ausmaßes im untersten Bereich lag.